# Općina Županja
Općina Županja je bivša općina u Hrvatskoj koja je postojala do 25. srpnja 1990. godine, kada je ukinuta bila je dio Zajednice općina Osijek. Općina je postala dijelom Vukovarsko-srijemske županije.

## Stanovništvo
Općina Županja je prema popisu stanovništva iz 1991. godine imala 49.026 stanovnika, raspoređenih u 16 naselja.

## Etnički sastav
- Hrvati- 42.960
- Muslimani-  2.106
- Srbi- 1.209
- Jugoslaveni- 680
- ostali 2071

## Podjela
Danas na području bivše općine Županja postoji jedan grad i osam općina.

### Grad
- Županja

### Općine
- Babina Greda
- Bošnjaci
- Cerna
- Drenovci
- Gradište
- Gunja
- Štitar
- Vrbanja